# دينيس روبن
دينيس روبن (بالفرنسية: Denis Robin)‏ هو دراج فرنسي، ولد في 27 يونيو 1979 في أنجيه في فرنسا.

## وصلات خارجية
- دينيس روبن على موقع أرشيف الدراجات (الإنجليزية)
- دينيس روبن على موقع إحصائيات الدراجات الإحترافية (الإنجليزية)
- دينيس روبن على موقع نسبة الدراجات (الإنجليزية)